# Гузаиров, Мурат Бакеевич
Мура́т Баке́евич Гузаи́ров (22 октября 1950, Челябинск, СССР) — российский учёный, доктор технических наук, профессор, бывший ректор Уфимского государственного авиационного технического университета. Депутат Государственного Собрания — Курултая Республики Башкортостан 3-го и 4-го созывов.

## Образование, научная деятельность
В 1973 году окончил Уфимский авиационный институт по специальности «Электрические машины и аппараты». В этом же году начал работать в Уфимском авиационном институте, прошёл все ступени научно-педагогической деятельности: работал инженером, старшим инженером, младшим научным сотрудником, старшим научным сотрудником, ассистентом, старшим преподавателем, доцентом, профессором
С 1988 года по 1999 год — руководитель учебно-методического отдела УГАТУ.
С 1989 года — директор Уфимского филиала Исследовательского центра проблем качества подготовки специалистов Минобразования России.
C 1999 года по 2003 год — проректор по учебной работе УГАТУ.
С 2003 года по 2014 — ректор УГАТУ. 1 октября 2014 года профессор кафедры ВТиЗИ УГАТУ.
Досрочно освобожден от должности ректора приказом Министерства Образования Российской Федерации.
Член координационного совета Минобразования России по внедрению тестовых методов контроля.
Член совета по присуждению учёных степеней докторов наук при УГАТУ и Московском государственном институте стали и сплавов.
Председатель регионального отделения Ассоциации инженерного образования России.
Депутат Государственного Собрания — Курултая Республики Башкортостан по единому республиканскому округу.
Член Всероссийской политической партии «Единая Россия».

## Награды и звания
- Почётный работник высшего профессионального образования Российской Федерации
- 1997 г. — Заслуженный работник народного образования республики Башкортостан
- 2007 г. — Заслуженный деятель науки республики Башкортостан

## Семья
Мурат Гузаиров родился г. Челябинске, в семье Гузаировых были два сына. 
Женат, сын Рустем. 